# José Manuel Lasa
José Manuel Lasa Urquía, (Oyarzun, 21 de mayo de 1939) fue un ciclista español que fue profesional entre 1965 y 1970, donde consiguió 15 victorias. 
Su hermano Miguel María también fue ciclista profesional. Cuando era amateur participó en los Juegos Olímpicos de Tokio de 1964 en la prueba de ciclismo en ruta individual al igual que José Manuel  quedando en la posición 20.
Sus principales éxitos fueron la Clásica de Primavera de 1969 y sus platas en el Campeonato del Mundo de 1965.

## Vida
Al terminar su carrera de ciclismo como subcampeón del mundo, junto a su mujer Carmen Sesen  construyeron un Hotel en la Provincia de Alicante el hotel se llamaba 'Hotel Lasa'.
Tuvieron dos hijos , Rubén José Lasa e Imanol Lasa. Su hijo mayor Rubén les dio una nieta nacida en el año 1999 llamada Ainhoa Lasa.

## Palmarés
1962
- 3º en la.Vuelta a Navarra, más dos etapas

1963
- 3º en la.Vuelta a Navarra

1966
- Vencedor de una etapa de la Vuelta a La Rioja.

1967
- Vencedor de una etapa de la Vuelta a La Rioja.
- Vencedor de una etapa de la Midi Libre.
- 1º en el Memorial Uriona

1968
- Vencedor de una etapa de la Bicicleta Eibarresa.

1969
- 1º en el Clásica de Primavera.
- 1º a Balmaseda
- Campeón de España por Regiones

1970
- Campeón de España por Regiones
- Clasificación de las metas volantes de la Vuelta a España.
- Vencedor de una etapa de la Vuelta a Mallorca.

## Resultados en Grandes Vueltas y Campeonato del Mundo
| Carrera | Carrera         | 1967 | 1968 | 1969 | 1970 |
| ------- | --------------- | ---- | ---- | ---- | ---- |
|         | Giro de Italia  | —    | —    | —    | 28.º |
|         | Tour de Francia | 74.º | Ab.  | —    | —    |
|         | Vuelta a España | —    | 27.º | 4.º  | 14.º |